# Lignes de temps
Lignes de temps est un logiciel d’indexation, d’annotation, d’analyse et de séquençage de contenus audiovisuels (vidéos et audio) conçu par l’Institut de recherche et d'innovation  du Centre Pompidou (IRI). Il s'agit d'un logiciel libre sous licence  CeCILL-C .

## Historique
Sa conception remonte à 2010, sous l’impulsion du philosophe Bernard Stiegler, directeur de l’IRI, et de ses réflexions sur les objets temporels, le cinéma, les technologies collaboratives et l’avènement d’une société de la participation composée d’amateurs. L’équipe de l’IRI met au point la première réalisation technique du logiciel en 2007.

## Description
Ce logiciel, dont le nom est inspiré par les « timelines » des bancs de montage numérique,
propose un accès inédit à un film ou à une vidéo par sa représentation graphique. Son découpage, qui peut être réalisé par l’utilisateur lui-même, offre des possibilités d’analyse  et de synthèse par le biais d’annotations, de commentaires audios, ou de liens internet. Chaque segment de ce découpage peut, grâce à la fonction « bout à bout », faire l’objet d’un nouveau montage sélectionnant les séquences illustrant l’analyse.

## Concept
Non seulement outil d’analyse pour « l’amateur » au sens large, c'est-à-dire du chercheur au passionné dans la sphère privée, Ligne de temps est aussi utilisé comme support d’enseignement, aussi bien dans des écoles d’art et de cinéma que dans des lycées.
Il se veut aussi une plateforme de partage, de confrontation de points de vue, l’annotation subjective pouvant aller jusqu’à la polémique bien au-delà du sujet du film, les métadonnées assumant à leur tour le rôle de données suscitant de nouveaux commentaires et prises de positions. Le dialogue via les différentes lignes de temps contribue ainsi à la création de communauté d’idées.

## Fonctionnalités

### Principales
- Création de plusieurs lignes pour un même média
- Création de segments et de marqueurs (segment durée nulle)
- Annotations possibles
- Possibilité d’annoter l’intégralité ou une partie du média sélectionné par l’utilisateur
- Chaque annotation (segment ou marqueur) peut être composé d’un titre, d’une description, d’une liste de tags (ou mots-clé), d’un commentaire  audio  ou de liens.
- Attribution possible d’une couleur pour chaque segment.
- Outil de prise de notes générant une ligne d’annotations.
- Possibilité d’afficher un nuage de tags pour une ou l’ensemble des lignes.
- Cliquer sur un tag surligne les segments concernés.
- Recherche  booléenne  possible sur plusieurs tags.
- Possibilité de travailler sur deux formats de données : LDT (interne à l’IRI) ou CINELAB (en collaboration avec le laboratoire d'informatique lyonnais LIRIS)
- Interface LDT disponible en tant que programme « stand alone » hors ligne ou en ligne au sein d’une page web.

### Secondaires
- Exporter des annotations sous forme textuelle
- Possibilités de lire des segments annotés sous forme « bout à bout »
- Sauvegarde de l’état d’affichage (vues)

## Contextes d'utilisations
Analyse cinématographique, dans un but de décryptage d’une œuvre sous son angle technique, narratif ou contextuel.
Lignes de temps est aussi été utilisé dans un contexte d’enseignement, dès l'école primaire, dans des collèges, des lycées ou en école de cinéma. 
L’IRI utilise régulièrement le logiciel pour indexer ses propres conférences et celles organisées par d’autres partenaires (RSLN, Fablab, Centre Pompidou…).